# 찰스 그레이 (배우)
찰스 그레이(Charles Gray, 1928년 8월 29일 ~ 2000년 3월 7일)는 잉글랜드의 배우이다.

## 출연 작품
- 더 티크본 클레이먼트 (1998)
- 셜록 홈즈 - 시리즈 3 (1994)
- 해리 앤드 해리엣 (1990)
- 두 얼굴의 스파이 (1987)
- 쇼크 트리트먼트 (1981)
- 트로일러스와 크레시다 (1981)
- 거울 살인 사건 (1980)
- 아이크 (1979)
- 저주받은 유산 (1978)
- 실버 베어스 (1978)
- 세븐 나이츠 인 제팬 (1976)
- 명탐정 등장 (1976)
- 록키 호러 픽쳐 쇼 (1975)
- 온 더 게임 (1974)
- 더 비스트 머스트 다이 (1974)
- 007 다이아몬드는 영원히 (1971)
- 더 나인 에이지스 오브 네이키니스 (1970)
- 풍운아 크롬웰 (1970)
- 베니스의 상인 (1969)
- 장렬! 모스키토 (1969)
- 바르샤바의 밤 (1967)
- 007 두번 산다 (1967)
- 비밀첩보원 (1960)
- 엔터테이너 (1960)